# 1872 dans les chemins de fer
Chronologie des chemins de fer
1871 dans les chemins de fer - 1872 - 1873 dans les chemins de fer

## Évènements

### Mai
- 11 mai.  France :   ouverture de la section La Tour-Le Bousquet-d'Orb du chemin de fer de Paulhan à Millau. (compagnie du Midi).

- 11 mai.  France :   ouverture de la section Aix en Provence-Pertuis de la Ligne de Lyon-Perrache à Marseille-Saint-Charles (via Grenoble). (PLM).

- 15 mai.  France :   ouverture de la section Longpré-les-Corps-Saints - Longroy-Gamaches de la ligne de Frévent à Gamaches (Compagnie du chemin de fer de Frévent à Gamaches).

- 23 mai.  Espagne :    ouverture de la section Pola de Gordon-Busdongo du chemin de fer de Leon à Gijon (Compañia de los Ferrocarriles de Asturias, Galicia y Leon).

### Juin
- 12 juin.  Japon :    ouverture de la première ligne ferroviaire du Japon entre la gare de Shinagawa à Tokyo et la première gare de Yokohama (aujourd'hui gare de Sakuragichō).

### Juillet
- 8 juillet.  France :   ouverture de la section Pertuis-Volx de la Ligne de Lyon-Perrache à Marseille-Saint-Charles (via Grenoble). (PLM).

- 20 juillet.  Suisse :   constitution de la compagnie du chemin de fer Lausanne – Echallens.

### Août
- 11 août.  Brésil :   ouverture de la ligne de jundiai à Campinas (Companhia Paulista de Estrada de Ferro).

### Septembre
- 12 septembre.  Belgique :   constitution à Liège de la Compagnie internationale des wagons-lits.

- 13 septembre.  Roumanie :   ouverture du tronçon Piteşti - Bucarest - Galaţi - Roman sur la ligne Vârciorova - Roman.

- .  France :    ouverture de la ligne Nord-Est qui relie Valenciennes à Thionville.

### Octobre
- 14 octobre.  Japon :   prolongement et inauguration officielle par l'empereur Meiji de la première ligne ferroviaire du Japon à la gare de Shimbashi (aujourd'hui gare de Shiodome).

### Novembre
- 25 novembre.  France :   ouverture de la section Volx-Sisteron de la Ligne de Lyon-Perrache à Marseille-Saint-Charles (via Grenoble). (PLM).

- 25 novembre.  France :   ouverture de la section Cavaillon-Cheval-Blanc de la Ligne d'Avignon à Miramas. (PLM).

### Décembre
- 22 décembre. France : ouverture de la ligne des Pas-des-Lanciers - Martigues.

## Anniversaires

### Décès
- 23 juillet.  Grande-Bretagne :    William Bridges Adams à Broadstairs. Inventeur et entrepreneur, pionnier des chemins de fer anglais[1].